# Marius Goring
Marius Goring, est un acteur britannique né à Newport, Île de Wight (Angleterre), le 23 mai 1912 ; mort d'un cancer à Rushlake Green, Heathfield, comté du Sussex de l'Est, le 30 septembre 1998.

## Biographie
Né à l'Île de Wight en 1912, son père est le docteur Charles Goring et sa mère, Kate Macdonald, était une pianiste professionnelle. Il a 6 ans lorsque son père meurt. Sa mère l'encouragea dans sa vocation artistique, qui l'introduisit dans le milieu du théâtre. Le jeune Goring fait ses études à l'université de Cambridge, ainsi qu'en Allemagne et à Paris. Il débute sur les planches au théâtre Old Vic à Londres, au Sadler's Wells, joue dans The Voysey Inheritance de Harley Granville Barker, et dans des pièces de Shakespeare au cours des années 1930, dont le rôle de Feste dans La Nuit des rois et dans Macbeth.
Au cinéma, il est révélé en 1940 dans le film The Case of the Frightened Lady de George King, révélation confirmée quelques années plus tard dans Les Chaussons rouges (The Red Shoes) de Michael Powell et Emeric Pressburger, grâce au rôle de Craster, musicien-compositeur embauché dans une compagnie de ballet, dont l'amour pour la danseuse étoile (incarnée par Moira Shearer) est contrarié par la personnalité tyrannique du directeur.
À partir des années 1960, il se fait plus rare au cinéma, au profit de productions pour la télévision britannique.
Marius Goring fut marié à Mary Westwood Steel de 1931 à 1941, à l'actrice allemande Lucie Mannheim de 1941 au décès de celle-ci en 1976, et à Prudence Fitzgerald de 1977 à son propre décès en 1998.

## Filmographie partielle
Cinéma
- 1936 : Rembrandt de Alexander Korda : Baron Leivens
- 1938 : Dead Men Tell No Tales de David MacDonald : Greening
- 1939 : L'Espion noir de Michael Powell
- 1940 : Pastor Hall de Roy Boulting : Fritz Gerte
- 1940 : The Case of the Frightened Lady (en) de George King
- 1941 : The Big Blockade de Charles Frend
- 1943 : The Night Invader de Herbert Mason
- 1946 : Night Boat to Dublin de Lawrence Huntington
- 1946 : Une question de vie ou de mort (A Matter of Life and Death) de Michael Powell et Emeric Pressburger - Guide céleste no 71
- 1947 : Je cherche le criminel (Take My Life), de Ronald Neame
- 1948 : Mr Perrin and Mr Traill de Lawrence Huntington
- 1948 : Les Chaussons rouges (The Red Shoes) de Michael Powell et Emeric Pressburger - Julian Crasner
- 1950 : Odette, agent S 23 (Odette) de Herbert Wilcox - le colonel Henri
- 1950 : Highly Dangerous de Roy Baker
- 1951 : Pandora (Pandora and the Flying Dutchman) d'Albert Lewin - Reggie Demarest
- 1951 : L'Enquête est close (Circle of Danger) de Jacques Tourneur - Sholto Lewis
- 1951 : The Magic Box de John Boulting
- 1952 : Les Amants tourmentés de Rudolf Jugert
- 1952 : So Little Time de Compton Bennett
- 1952 : L'Homme qui regardait passer les trains (The man who watched the trains go by) de Harold French - Lukas
- 1953 : Coup de feu au matin (Rough Shoot) de Robert Parrish
- 1954 : La Comtesse aux pieds nus (The Barefoot Contessa) de Joseph L. Mankiewicz - Alberto Bravano
- 1955 : Les Aventures de Quentin Durward (Quentin Durward) de Richard Thorpe - Comte Philippe de Creville
- 1955 : Break in the Circle de Val Guest
- 1956 : I ll Met by Moonlight de  Michael Powell et Emeric Pressburger
- 1957 : The Truth About Women de Muriel Box
- 1958 : The Moon Raker de David MacDonald
- 1958 :  The Family Doctor de Derek Twist
- 1958 : I Was Monty's Double de John Guillermin
- 1959 : Trahison à Athènes (The Angry Hills) de Robert Aldrich - Colonel Elrick Oberg
- 1959 : Desert Mice de Michael Relph
- 1959 : The Son of Robin Hood de George Sherman
- 1959 : La Lorelei brune (Whirlpool) de Lewis Allen - Georg
- 1959 : Treasure of San Teresa de Alvin Rakoff
- 1960 : Long Distance de Alvin Rakoff
- 1960 : Beyond the Curtain de Compton Bennett
- 1960 : The Unstoppable Man de Terry Bishop
- 1960 : Exodus d'Otto Preminger - Von Storch
- 1961 : Le Narcisse jaune intrigue Scotland Yard (Das Geheimnis der gelben Narzissen) d'Ákos Ráthonyi - Oliver Milburgh
- 1962 : L'Inspecteur (The Inspector) de Philip Dunne - Thorens
- 1962 : The Devil's Agent de John Paddy Carstairs
- 1965 : The Crooked Road de Donald Chaffey
- 1965 : Up From the Beach de Robert Parrish
- 1967 : La 25e Heure de Henri Verneuil
- 1968 : La Motocyclette (The Girl on a Motorcycle) de Jack Cardiff - Le père de Rebecca
- 1968 : Subterfuge de Peter Graham Scott
- 1970 : Erste Liebe de Maximilian Schell
- 1971 : Zeppelin d'Étienne Périer - Professeur Altschul
- 1978 : La Petite Fille en velours bleu de Alan Bridges
- 1979 : Rencontres avec des hommes remarquables de Peter Brook
- 1990 : Strike It Rich de James Scott (en) : Blixon

Télévision
- 1968 : L'Homme à la valise : Henri Thibaud  (épisode Blind Spot)
- 1968 : Les Dossiers de l'Agence O :  Mme Sacramento (épisode 6)
- 1974 : La Chute des aigles (Fall of Eagles), mini-série britannique de John Elliot, pour la BBC : le maréchal Paul von Hindenburg